# Osterwald
Osterwald község Németországban, Alsó-Szászországban, Bentheim-Grafschaft járásban. Lakosainak száma 1178 fő (2023. december 31.).

## Földrajza
Osterwald Nordhorn és Wietmarschen községekkel határos.